# Антигон III Досон
Антигон III Досон (др.-греч. Αντίγονος Γ΄) — царь Македонии из династии Антигонидов в 229—221 годах до н. э. Прозвище «Досон» означало «много обещающий, но мало дающий».

## Биография

### Восхождение на трон
В 229 году в войне с дарданцами погиб македонский царь Деметрий II, которому наследовал его сын Филипп. Так как в то время Филиппу было всего 9 лет, то регентом, а фактически царём, стал его дядя Антигон. Чтобы его не обвинили в узурпации престола, Антигон провозгласил малолетнего Филиппа своим наследником.
К моменту воцарения Антигона III Досона Македония терпела неудачи в Деметриевой войне и фактически не занималась греческими делами. На Пелопоннесе усилился и начал играть заметную роль Ахейский союз, к которому присоединились многие города, изгнав македонские гарнизоны и тиранов. От Македонии отпали Фессалия и Беотия, Средняя Греция фактически контролировалась Этолийским союзом.

### Царствование
Первые шаги Антигона III были направлены на восстановление границ Македонии. Он одержал победу над этолийцами, подчинил бо́льшую часть Фессалии, некоторыми уступками добился того, чтобы этолийцы отказались от союза с ахейцами. Чтобы нанести удар по Ахейскому союзу, Антигон атаковал его союзника и извечного врага Македонии — Египет,
высадив десант в стратегически важной области Малой Азии — Карии.
Укрепившись в Малой Азии, Антигон III Досон начал подготовку к войне с Ахейским союзом. В это время на Пелопоннесе между Ахейским союзом и Спартой в 229 году до н. э. началась война, названная Клеоменовой. В течение трёх лет спартанский царь Клеомен III одержал ряд побед, практически захватив весь Пелопоннесс и поставив Ахейский союз на грань уничтожения.
К 224 году до н. э. после очередного поражения в битве при Гекатомбее положение Ахейского союза стало отчаянным, и его стратег Арат Сикионский, получив отказ в помощи от этолийцев и афинян, обратился к Македонии. Антигон III потребовал себе Акрокоринф, но получил гарантии обладания им только после того, как Клеомен захватил Коринф и осадил Акрокоринф. В 223 году до н. э. Антигон с 20 000 пеших воинов и 1400 всадников высадился в окрестностях Мегар (путь по суше был блокирован этолийцами).
За несколько месяцев Антигон III Досон занял Акрокоринф, Аргос и ряд других пелопоннесских городов. Тогда же был образован так называемый Эллинский союз, а Антигон был избран стратегом-автократором с неограниченными полномочиями. Весной 222 года до н. э. Антигон занял Тегею, Орхомен и Мантинею, причём Мантинея за её добровольное отпадение от Ахейского союза была подвергнута разгрому, её жители были либо казнены, либо проданы в рабство. Кроме того, Антигон дипломатическими усилиями добился того, что Египет перестал поддерживать Спарту.
Македонская армия, поддержанная союзными контингентами, вторглась в Лаконику и разбила Клеомена III в битве при Селласии. Антигон III Досон занял Спарту, но, против ожидания, обошёлся с ней милостиво, не допустив грабежей и насилия. Он восстановил в Спарте олигархию, упразднив царскую власть и отменив все реформы Клеомена.
Уже в Спарте Антигон III Досон получил весть о новом вторжении дарданов в Македонию. Оставив в Пелопоннесе Филиппа с поручением заняться укреплением союза македонян с ахейцами, он поспешил на север. Там он разгромил иллирийцев в кровопролитном сражении, но спустя несколько недель умер от сильного внутреннего кровотечения.